# Райнер Бютнер
Райнер Бютнер (на немски: Rainer Büttner) е германски филмов и озвучаващ актьор и писател.

## Биография и творчество
Райнер Бютнер е роден през 1945 г. в Германия.
В периода 1966 – 1986 г. участва като актьор в различни роли, включително в три епизода от популярния телевизионен сериал „Прокурорът има думата“ между 1968 и 1973 г. В други филми и сериали е озвучаващ актьор.
Първият му роман „Няма проблеми!“ от поредицата „Алф“ е издаден през 1987 г. Книгите от поредицата са новелизации по мотиви от сериала „Алф“.
Райнер Бютнер умира на 7 юни 2017 г. в Германия.

## Произведения

### Поредица „Алф“ (Alf)
- Hallo, da bin ich (1987) – със Зигфрид Рабе[1]
Няма проблеми!, изд.: ИК „Кибеа“, София (1992), прев. Елена Матушева-Попова и Румяна Сокачева
- Ich will alles! (1988)
Искам всичко!, изд.: ИК „Кибеа“, София (1992), прев. Ивета Милева
- Lieber ich als keiner (1988)
По-добре аз, отколкото никой, изд.: ИК „Кибеа“, София (1992), прев. Елена Матушева-Попова и Румяна Сокачева
- Alles paradieso (1988)
Всимко и тип-топ!, изд.: ИК „Кибеа“, София (1992), прев. Ясен Щерев
- Total gut drauf (1989)
Любовта е като пица!, изд.: ИК „Кибеа“, София (1992), прев. Десислава Лазарова
- Volle Fahrt voraus (1990)
Пълен напред!, изд.: ИК „Кибеа“, София (1992), прев. Десислава Лазарова
- Alf Die Spritztour (1991)
- Ich heb' ab (1991)
- Locker vom Hocker (1991)

### Филмография (роли във филми)
- 1966 Tischlein, deck dich – тв филм
- 1967 Begegnungen – тв сериал
- 1969 Der Mensch neben dir – тв сериал
- 1969 Spiel vor dem Feind – тв филм
- 1970 Schneeball – тв филм
- 1970 Rebell im Jägerrock – тв филм
- 1971 Das Märchen vom Kaiser und vom Hirten – тв филм
- 1968 – 1973 Der Staatsanwalt hat das Wort – тв сериал, 3 епизода
- 1974 Sechse kommen durch die ganze Welt
- 1975 König Jörg
- 1975 Kostja und der Funker
- 1980 Der Eisriese – глас
- 1982 Das Tagebuch der Anne Frank
- 1986 Der Vogelkopp